# Jaskinia Słowiańska-Drwali
Jaskinia Słowiańska-Drwali – duża jaskinia pseudokrasowa w masywie Kielanowskiej Góry w Beskidzie Niskim. Długość korytarzy 601 m, deniwelacja 23,8 m. Jest najdłuższą znaną jaskinią Beskidu Niskiego i szóstą co do długości jaskinią całych polskich Karpat fliszowych (stan na 23 sierpnia 2017).

## Położenie
Jaskinia znajduje się w południowo-wschodnich zboczach Kilanowskiej Góry, w miejscowości Lipowica w gminie Dukla. Leży na terenie wielkiego osuwiska (tzw. „południowego”), powstałego w 1957 r. po zachodniej stronie szosy z Dukli do Barwinka. Otwór wejściowy średnicy ok. 40 cm leży na wysokości 365 m n.p.m.

## Historia
Jaskinia została odkryta 14 grudnia 2003 r. podczas „Speleoobozu”, zorganizowanego w Jaśliskach, w którym brało udział blisko 30 osób z różnych speleoklubów polskich oraz ze słowackiego klubu z Preszowa. W wyniku kilku akcji pomiarowych przeprowadzonych w późniejszym okresie przez członków różnych klubów jaskiniowych osiągnięto w niej do 2004 r. 483,5 m długości oraz 23,8 m głębokości. W następnych latach dalsze prace eksploatacyjne zwiększyły długość znanych korytarzy do 601 m.

## Charakterystyka
Od otworu wejściowego do Sali Błotnej prowadzi kilkumetrowej głębokości studnia. Biegnące od niej ciągi jaskiniowe stanowią plątaninę biegnących w różnych kierunkach korytarzy i mniejszych szczelin, sal i studni, wśród których w dolnych partiach wyróżnia się Chłodna Sala, w której zimą tworzy się bogata lodowa szata naciekowa. Z Korytarza Naciekowego prowadzi niedostępne dla człowieka połączenie z sąsiednią Jaskinią Stalaktytową. Jaskinia posiada również drugie wejście – ciaśniejsze i trudniejsze do lokalizacji od głównego.
Jaskinia stanowi miejsce zimowania kilku rzadkich gatunków nietoperzy.

## Turystyka
Nie jest przystosowana do zwiedzania turystycznego.

## Ochrona
Jaskinia Słowiańska-Drwali znajduje się w obrębie specjalnego obszaru ochrony siedlisk Natury 2000 „Osuwiska w Lipowicy”.